# Uloža
Uloža (Hongaars: Kőperény) is een Slowaakse gemeente in de regio Prešov, en maakt deel uit van het district Levoča.
Uloža telt 187 inwoners.